# 呂晶晶
呂晶晶（1983年6月30日—），寧波人，2004年參選香港亞洲小姐競選大賽，奪得內地賽區冠軍以及香港總決賽冠軍，為前新視線旗下藝人，現為星韜國際娛樂文化有限公司藝人。

## 個人經歷
呂晶晶生長於浙江寧波，先后就读于宁波效实中学、浙江大学城市学院，曾於2003年當選西湖博覽會的「漢族金花」。2004年參選由香港亞洲電視舉辦的亞洲小姐競選，先於9月中國賽區以冠軍入圍，再於同年10月香港區總決賽中，順利憑15號佳麗的身份奪得該屆冠軍，成為第十六屆亞洲小姐冠軍。
亞洲小姐競選大賽，曾一度停辦了四年（2000年至2003年），呂晶晶奪冠的那一屆剛好是亞洲小姐競選復辦的首年；而復辦的亞洲小姐競選比賽，其招募範圍首次擴大香港以外的地區，設立四大選區再採取升級淘汰制，因此呂晶晶是亞姐史上首位從中國賽區中出線成為總冠軍的選手，有一定的特殊意義。
成為亞視合約藝人後隸屬新視線，曾接拍電視劇《義本同心》，與陶大宇、溫兆倫等人合作。呂晶晶曾與亞視男藝人林韋辰相戀。2007年，呂晶晶獲日本企業邀請參與計劃「The Beauty of Asia」，為該企業的商品擔任「美麗大使」的香港代表，負責專門介紹香港的旅遊名勝。2008年參與演藝界512關愛行動，為賑濟汶川大地震災民及資助重建項目作籌款匯演。
2009年5月，呂晶晶離開亞洲電視。2009年12月，香港華視國影娛樂傳媒有限公司簽呂晶晶為合約藝人。2010年，再次返回亞洲電視，擔任節目主持。2015年，獲金牌監製鄧特希邀請參演新劇《隱世者們》，與吳啟華、陶大宇、宣萱和蘇永康等再度合作，該劇在香港、日本、馬來西亞、台灣等地播出。

## 感情生活
在2010年4月30日《太陽報》報道，呂晶晶與林韋辰已分手。而於2011年2月則傳出與亞洲電視前執行董事盛品儒拍拖。惟盛品儒2014年與蔡一鳳結婚後，感情無疾而終，至今仍為單身。

## 演出作品

### 電視劇
- 2005年《爸爸向前走》 飾 田晶晶 （亞洲電視）
- 2007年《義本同心》 飾 苗芳 （亞洲電視）
- 2008年《東邊西邊》 飾 張翊 （亞洲電視）
- 2008年《今日法庭》之〈高官勒索案〉 （亞洲電視）
- 2008年《法網群英》 飾 余美蓮（Ivy） （亞洲電視）
- 2009年《陈梦吉与三十六计》 飾 方晶晶 （广东电视台）
- 2009年《蓮花雨》 飾 （中央電視台）
- 2010年《秦香蓮》
- 2010年-2011年《香港GoGoGo》 飾 梁晶晶 （亞洲電視）
- 2011年《親密損友》 飾 （亞洲電視）
- 2012年《媽祖》 飾  桂花
- 2016年《隱世者們》 飾 葉倩雲（MyTV SUPER）
- 2021年《鄉村籃球隊》 飾 黃麗君(中國大陸, 2014年拍攝)

### 節目主持（亞洲電視）
- 2005年《夏日活力天下遊》
- 2010年《時尚生活Guide》
- 2011年《泰國好味道》

### 嘉賓
- 2017年 《總有一隻喺左近》第36集（ViuTV）
- 2018年 《娛樂巴巴閉》 選美黑幕（奇妙電視）

## 音樂作品

### 歌曲
- 《來世今生》（第一首派台歌曲）（與郭力行合唱）

## 獎項
- 2003年西湖博覽會“漢族金花”
- 2004年亞洲小姐競選中國賽區冠軍
- 2004年亞洲小姐競選中國賽區 活力小姐
- 2004年亞洲小姐競選總決賽 冠軍

## 備註
1. ↑  .   [2011-10-08]. （原始内容存档于2016-03-04）.
2. ↑  中國新聞網：呂晶晶奪冠報導[永久]
3. ↑  .   [2008-06-24]. （原始内容存档于2008-07-26）.
4. ↑  呂晶晶任美麗大使 （页面存档备份，存于）《明報》
5. ↑  亞姐呂晶晶(界)高層大把o野撈 （页面存档备份，存于）《太陽報》

## 外部連結
- 亞洲小姐候選佳麗資料
- 中文電影資料庫：呂晶晶（页面存档备份，存于）
- 小晶 呂晶晶 網誌 （页面存档备份，存于）
- 呂晶晶林韋辰分手半年（页面存档备份，存于）(太陽報)

| 前任： 樓茜妮 | 亞洲小姐競選冠軍 2004年 | 繼任： 王磊 |